# 天主教馬尼拉總教區
天主教馬尼拉總教區（拉丁語：Archidioecesis Manilensis）是羅馬天主教會以菲律賓首都馬尼拉為中心的一個總教區。其總主教也是菲國的首席主教，下轄九個教區。
總教區於2004年時有2,719,781名教友，佔轄區總人口達90.9%，由475名司鐸管理85個堂區。總主教現時出缺，宗座署理兼輔理主教為布羅德爾里克·帕比洛，榮休總主教為高登西奧·博爾邦·羅薩萊斯樞機，榮休輔理主教為狄鐸·布海恩。

## 歴史
教區於1579年2月6日建立，當時隸屬墨西哥總教區，負責管理西班牙在亞洲殖民地的教務。1595年8月14日升為總教區。第一位國籍主教於1949年就職。著名總主教包括菲律賓首位國籍樞機魯福·桑托斯以及人民力量革命的精神領袖辛海棉樞機。